# 田蕴章
田蕴章（1945年5月1日—2024年2月4日），字存文，号蟠逸斋主人，祖籍河北河间，生于天津，中国书法家，南开大学东方艺术系教授、中国书法协会会员、天津书法家协会理事。田蕴章擅长欧体书法，先后在天津电视台、北方网录制了80集及150集书法讲座，后网络版讲座又增加至365集，栏目名称为《每日一题，每日一字》。田蕴章曾用毛笔楷书书写过中国古代传承下来的《千字文》。田蕴章在中国书法界有较大影响，中国国家美术馆亦收藏有他的书法作品。

## 书法历程
- 6岁（1951年）随父、伯父习书法
- 9岁（1954年）临欧阳询《化度寺碑》
- 15岁（1960年）开始临《九成宫碑》、《皇甫君碑》、《虞恭公碑》
- 33岁（1978年）得伯乐赏识，书法获认可
- 45岁（1990年）获聘南开大学书法讲师
- 47岁（1992年）获“国际书法精品展”特等奖，获聘日本国艺书道院教授。[4]
- 51岁（1996年）为已故南开大学校长书写碑文
- 52岁（1997年）开始为天津电视台录制80集书法讲座
- 61岁-64岁（2006年-2009年）开始为天津北方网录制365集书法讲座

## 每日一题，每日一字
《每日一题，每日一字》是天津北方网主办的一个书法视频栏目，由田蕴章主讲。该栏目累计讲解了365个与书法相关的议题及365个汉字书法，分为365集。田蕴章在栏目中对所讲解的汉字均作深度剖析，包括字型、笔画走向、运笔技巧、汉字探源等，而且是边书写边讲解，对书法学习者帮助较大。此外，田蕴章在讲座中对一些容易误读的汉字也作特别说明，如拓片、陈寅恪中的“拓”和“恪”，在此应读“tà”和“què”，而不是“tuò”和“kè”。

## 田蕴章工作室（网站）
田蕴章认为网络的影响非常大，宣传效果超过电视。2009年8月，田蕴章同意助手为其建立一个书法交流网站，名称为“田蕴章工作室”，内容有“作品欣赏”、“书法讲座”、“教学资料”、“在线论坛”等，亦有自己商业性的书法广告，如售书广告。田于网站中将自己在北方网录制的365集书法讲座与北方网作了完整链接，其抒书法造诣和书法观点均在在其中得到体现。田为网站开通附了一首诗，诗曰：
|          | 翰墨春秋六十多， 难酬少志意如何？ 来生若许重操管， 敢向诗仙讨赞歌！ |
| ——田蕴章 |                                                                     |

田蕴章常通过网站中“在线论坛”栏目与书法爱好者交流，言辞比较随和、谦逊，但对中国书法界特别是中国书法家协会的评论，用词比较激烈。他在回复网友留言时认为，中国书法界或中国书协存在的不良现象，好比是一条问题诸多的大船，要“一杆子打翻，打沉”。

## 商业行为与慈善
田蕴章个人也举办商业性的书法培训班，并为商业企业书写匾额；也向社会捐赠过自己的书法作品和金钱。

## 书法评论

### 对王羲之的评价
田蕴章认为王羲之的书法刚柔兼济，优美至极，即使后来的书法大家颜真卿、欧阳询等也不可与其相提并论。他认为如果没有王羲之的书法作比较，颜真卿的字是完美的，而有了王书，颜书则稍显粗野，不及王书。虽然王羲之留存于世的书法作品主要是行书和草书，其他书体较少见，但作为历史积淀下来的书法声望及其高超的书法水平，王的书圣地位是不可撼动的。田还认为，王羲之的书圣地位与唐太宗的推波助澜有很大关联。

## 家庭
- 父：田荫亭（1915-1997），擅书法。
- 弟：田英章（1950-2024），擅书法，做过国务院任命书书写员，有时与田蕴章在书法作品上共同演绎“兄弟合书”。[11][12]
- 侄：田雪松（？- ），田英章之子，爱好书法。

## 逸事
- 1989年，田蕴章在日本结束书法交流后搭乘美国航班经香港转机回国，但由于香港空域天气恶劣，飞机折返台湾高雄机场降落，田因此有机会观摩到了高雄街头的招牌牌匾，初略了解到当时台湾书法状况，认为那里的书法水平不及大陆，但书家治学却很严谨。[13]
- 1990年代，田蕴章曾接到深圳一家公司发出的书法参展邀请，到达后被告知要交纳数千元的费用，而且展会期间并没有主办方所宣传的书法名家的现场讲座，反而自己却被主办方推上了讲台，给其他参展者讲课，结果赔了时间又赔了钱。后来，田在北方网的书法讲座上认为这是一次受骗经历。
- 田蕴章自认为不会上网、不会打字，与书法爱好者线上交流需要助手帮助。[7]

## 著作

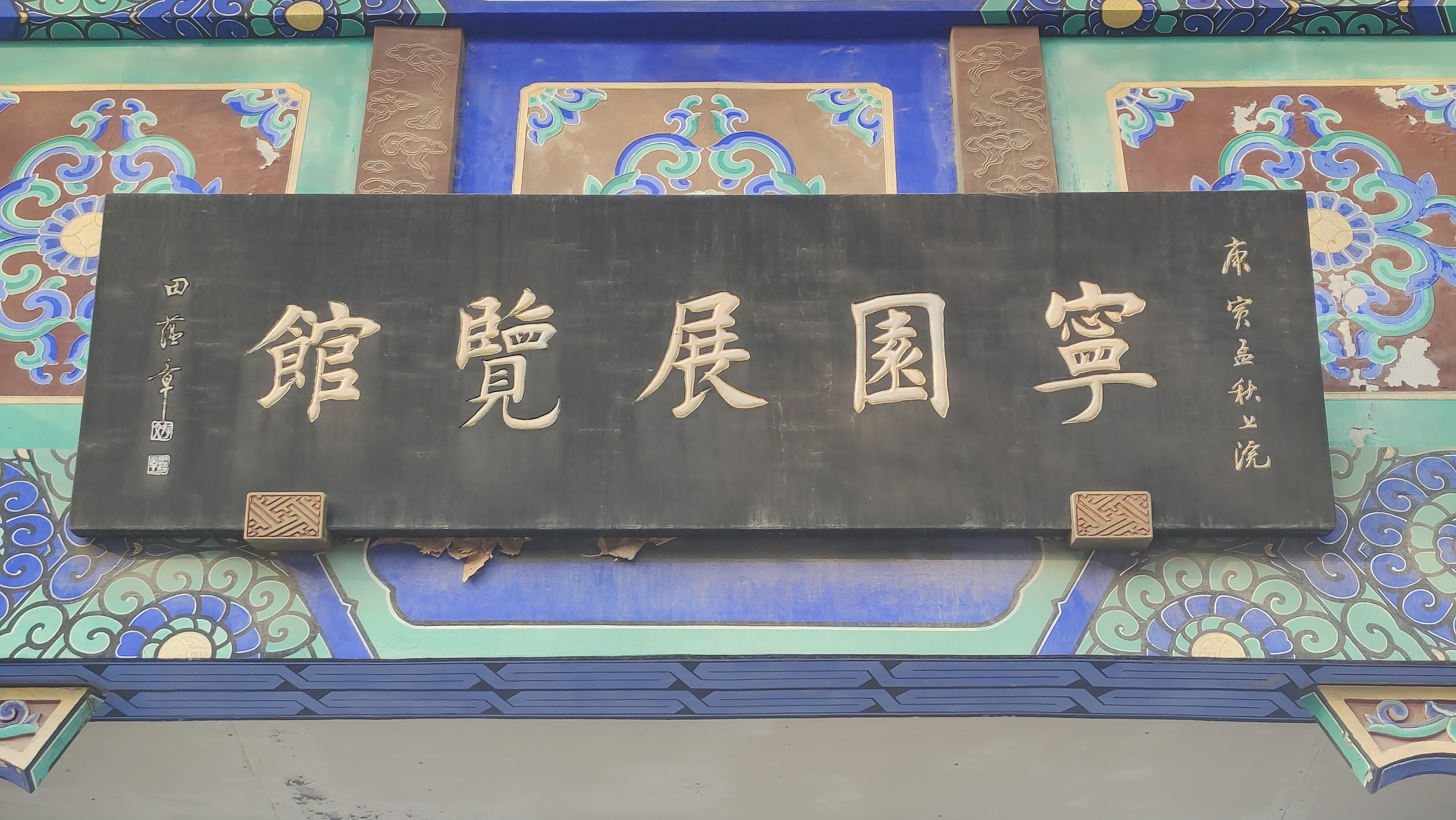
天津市北寧公園「寧園展覽館」匾額，由田蘊章題字

- 《九成宫醴泉铭探源》
- 《欧楷解析》
- 《墨海双帆》
- 《楷书抱冲斋诗稿》
- 《诗词书法邮资明信片》
- 《诗词书法选》
- 《千古奇文千字文》
- 《田蕴章墨迹选》
- 《欧楷临池》
- 《真行草书法作品讲析与演示》[14]